# 제니퍼 로스토크
 제니퍼 로스토크(Jennifer Rostock)는 2007년에 결성된 독일의 락밴드이다. 2008년 Bundesvision Song Contest에 출연하면서 알려지기 시작했다.

## 연혁
2007년, Jennifer Rostock로 자신의 첫 콘서트를 하고, 워너 뮤직과 녹음 계약을 체결했다. 10월에는 LP형식의 EP로 "Ich will hier raus"를 발표하고 베를린 지역 방송국에서 라디오 생방송 요청을 받았다.
2008년 2월, 첫 싱글인 "Kopf oder Zahl"가 독일MTV 로테이션에 올랐다. 이어 유로 비전 송 콘테스트를 위한 Bundesvision Song Contest에서 5위에 올랐다.
데뷔 앨범인 "Ins offene Messer"는 Bundesvision Song Contest 출현 다음 날, 독일앨범차트 31위에 도달했다. 또한, Jennifer Rostock의 데뷔 앨범에 수록된 "Feuer"와 "Himalaya"를 싱글형식으로 발표했다.
그 해 6월, "MTV Campus Invasion in Jena"에 출연, 독일 전국을 돌며 음악축제와 콘서트에서 공연을 가졌고, 오스트리아와 스위스에서도 공연했다.
10월, 그들은 로스토크에서 독일의 록 음악가 "Udo Lindenberg"의 투어 프리미어에서 자신의 노래 "히말라야"를 불렀다.

## 인원 구성
제니퍼 로스토크는 리드 보컬인 제니퍼 웨이스트(Jennifer Weist), 키보드의 요하네스 "조" 발터 뮐러(Johannes „Joe“ Walter), 기타리스트인 알렉스(Alex Voigt), 베이시스트인 크리스토프(Christoph Deckert), 그리고 드러머인 바쿠(Christopher „Baku“ Kohl)로 구성되어있다.

## 디스코그래피

### 정규 앨범
| 연도 | 음반 설명                                                                        | 차트 최고 순위 | 차트 최고 순위 | 차트 최고 순위 |
| 연도 | 음반 설명                                                                        | 독일           | 스위스         | 오스트리아     |
| ---- | -------------------------------------------------------------------------------- | -------------- | -------------- | -------------- |
| 2008 | 《Ins Offene Messer》 - 첫 번째 스튜디오 앨범 - 발매: 2008년 2월 15일 - 형태: CD | 31             | ―              | ―              |
| 2009 | 《Der Film》 - 발매: 2009년 7월 10일 - 형태: CD                                  | 13             | 68             | 18             |
| 2011 | 《Mit Haut und Haar》 - 발매: 2011년 7월 29일 - 형태: CD                         | 4              | 58             | 7              |

### 싱글
| 2008                                                              | 〈"Kopf Oder Zahl"〉              | 48 | 68 | ―  | 《Ins Offene Messer》     |
| 2008                                                              | 〈"Feuer"〉                       | ―  | ―  | 24 | 《Ins Offene Messer》     |
| 2008                                                              | 〈"Himalaya"〉                    | 85 | ―  | ―  | 《Ins Offene Messer》     |
| 2009                                                              | 〈"Du Willst Mir An Die Wäsche"〉 | 34 | ―  | 70 | 《Der Film》              |
| 2009                                                              | 〈"Es Tut Wieder Weh"〉           | 48 | ―  | ―  | 《New Moon (soundtrack)》 |
| 2011                                                              | 〈"Mein Mikrofon"〉               | 49 | ―  | ―  | 《Mit Haut und Haar》     |
| 2011                                                              | 〈"Ich Kann Nicht Mehr"〉         | 60 | ―  | ―  | 《Mit Haut und Haar》     |
| "―"는 해당 국가에서 차트에 오르지 못했거나 발매되지 않았음을 뜻함 |                                   |    |    |    |                           |